# Lipofilicidade
Lipofilicidade (do grego amizade pela gordura) refere-se à habilidade de um composto químico ser dissolvido em gorduras, óleos vegetais, lipídios em geral. Em outras palavras, a substância dita lipofílica é a que tem afinidade e é solúvel em lipídios. 
Solventes não polares como os hidrocarbonetos, tais como o hexano ou tolueno. Estes solventes não polares (apolares) são eles próprios lipofílicos — o axioma que semelhante dissolve semelhante geralmente é verdadeiro. Estas substâncias lipofílicas tendem a dissolver-se em outras substâncias lipofílicas, enquanto hidrófilos ou hidrofílicos (preferência pela água) tendem a dissolver-se em água e outras substâncias hidrófilas.